# Trebius sepheni
Trebius sepheni is een eenoogkreeftjessoort uit de familie van de Trebiidae. De wetenschappelijke naam van de soort is voor het eerst geldig gepubliceerd in 1973 door Hameed & Pillai.